# Ghalib bin Alí
Ghalib bin Alí (1912 – 29. listopadu 2009, Dammám), celým jménem Ghalib bin Alí al-Hinaj, byl poslední zvolený imám ibádíjovské sekty v Ománu. Vedl ibadíjovskou frakci v Ománském imámátu a Smluvním Ománu za podpory wahhábovců ze Saúdské Arábie v povstání proti sultánu Saídu bin Tajmúrovi. Často útočil na průzkumníky hledající ropu ve vnitrozemí. Povstání trvalo pět let a skončilo roku 1959 potlačením revolty v horské oblasti Džebel Achdar sultánovými ozbrojenými silami podporovanými Brity z Special Air Service. Ghalib unikl do Saúdské Arábie, kde zemřel ve městě Dámmám dne 29. listopadu 2009 ve věku 96 let.